# Byron (Georgia)
Byron is een plaats (city) in de Amerikaanse staat Georgia, en valt bestuurlijk gezien onder Peach County.

## Demografie
Bij de volkstelling in 2000 werd het aantal inwoners vastgesteld op 2887.
In 2006 is het aantal inwoners door het United States Census Bureau geschat op 3673, een stijging van 786 (27,2%).

## Geografie
Volgens het United States Census Bureau beslaat de plaats een oppervlakte van
15,1 km², geheel bestaande uit land. Byron ligt op ongeveer 144 m boven zeeniveau.

## Plaatsen in de nabije omgeving
De onderstaande figuur toont nabijgelegen plaatsen in een straal van 24 km rond Byron.